# Julien d'Éclane
Pour les articles homonymes, voir Julien.
Julien d'Éclane (en latin Iulianus Æclanensis) est un évêque italien du Ve siècle, né en Apulie vers 386, mort en Sicile avant 455, l'une des principales figures du mouvement pélagien.

## Biographie
Il était fils d'un évêque d'Apulie nommé Memorius, et sa mère s'appelait Juliana. Vers 404, il devint lecteur dans la cathédrale de son père, et peu après épousa une femme appelée Ia, appartenant à la famille Æmilia dont la noblesse remontait aux premiers temps de Rome ; saint Paulin de Nole, ami de la famille, composa à cette occasion un épithalame (son poème no 25). Vers 410, Julien était devenu diacre, et vers 416/417, le pape Innocent Ier († 13 mars 417) le consacra évêque d'Éclane en Campanie.
Zosime, successeur d'Innocent Ier (18 mars 417 - 26 décembre 418), rouvrit le procès de Pélage et Célestius, condamnés par les évêques de la province d'Afrique lors d'un synode en 416. Il émit contre eux une Epistula Tractatoria (circulaire d'excommunication) ; Julien d'Éclane fut l'un des dix-huit évêques italiens qui refusèrent d'y souscrire. En conséquence, il fut déposé de son siège en vertu d'un édit de l'empereur Honorius (mars 418), prononçant le bannissement de tous les « pélagiens ». Julien adressa deux lettres au pape Zosime, dont l'une circula en Italie. Vers la même époque, il adressa aussi une lettre à Rufus, évêque de Thessalonique, où il accusait les adversaires de Pélage et Célestius d'être des « manichéens » ; c'est l'une des deux lettres auxquelles répond saint Augustin dans son Contra duas epistulas Pelagianorum.
Julien composa une réfutation en quatre livres du De nuptiis et concupiscentia de saint Augustin (intitulée Contra eos qui nuptias damnant et fructus earum diabolo assignant), où il l'accusait à nouveau de manichéisme ; Augustin y répondit par le Contra Julianum Pelagianum. Julien fut chassé d'Italie en 421 et se réfugia avec d'autres pélagiens en Cilicie auprès de l'évêque Théodore de Mopsueste ; celui-ci, que Marius Mercator accuse d'avoir été, par l'entremise de son disciple Rufin le Syrien, à l'origine du pélagianisme, écrivit en tout cas contre les Dialogi in Pelagianos de saint Jérôme une réfutation intitulée Contre ceux qui disent que l'homme pèche par nature et non par intention.
Le Contra Julianum Pelagianum parvint à Julien, qui en rédigea une réponse en huit livres ; Augustin, à son tour, y répondit dans un texte qu'il n'acheva pas, connu sous le nom d'Opus imperfectum. Après l'élection comme pape de Célestin Ier en septembre 422, Julien retourna en Italie, espérant se faire mieux entendre du nouveau pontife, mais celui-ci le repoussa et le força à un nouvel exil ; ayant gagné Constantinople, il fut également très mal reçu par le patriarche Attique.
L'élection comme patriarche de Constantinople, en avril 428, de Nestorius, disciple de Théodore de Mopsueste, lui ouvrit de nouvelles perspectives. Le patriarche commença effectivement par les défendre, lui et ses partisans, et écrivit même plusieurs lettres à leur sujet au pape Célestin, mais il finit par devoir se justifier lui-même de cette prise de position dans un discours public transmis en traduction latine par Marius Mercator. Ce dernier présenta en 429 à l'empereur Théodose II son Commonitorium super nomine Cælestii, où il récapitulait la querelle pélagienne, et Julien et ses partisans furent en conséquence expulsés de Constantinople par édit impérial. À la fin de 430, Célestin Ier tint un concile à Rome qui renouvela la condamnation du pélagianisme.
Julien semble avoir été présent au concile d'Éphèse en juin-juillet 431, mais il y fut nommément condamné. Il put nourrir à nouveau des espérances avec l'élection comme pape de Sixte III en 432, le nouveau pontife s'étant montré dans le passé favorablement disposé envers les pélagiens ; mais à l'instigation notamment du prêtre Léon, collaborateur du pape qui fut son successeur sous le nom de Léon Ier, il fut à nouveau très mal accueilli et chassé. On n'entend plus ensuite parler de lui, mais on sait qu'il mourut en Sicile avant 455.
En dehors des textes déjà mentionnés, et connus principalement par les citations qu'en font Marius Mercator et saint Augustin, Bède le Vénérable parle d'opuscules Sur le Cantique des Cantiques, parmi lesquels il cite un Libellus de amore et un autre De bono constantiæ, ouvrages qu'il accuse d'ailleurs de pélagianisme. Le jésuite Jean Garnier, qui publia en 1673 les œuvres de Marius Mercator et y joignit le Libellus de fide de Rufinus presbyter provinciæ Palestinæ redécouvert par Jacques Sirmond en 1650, affirme que Julien d'Éclane est le traducteur du grec en latin de ce libellus.

## Pensée
Julien d'Éclane était le plus cultivé des représentants du pélagianisme, et il devint son principal porte-parole. Contre saint Augustin, il nie l'idée de péché originel, l'idée que le péché est dans la nature de l'homme et qu'il est inné ; les enfants naissent innocents ; le baptême et la grâce divine sont nécessaires, mais rien ne se fait en dehors du libre-arbitre de l'homme, qui a la capacité de choisir entre le bien et le mal.
De même, il pense que la volonté divine ne peut qu'être conforme à notre idée de justice, comme les juifs identifiaient la Parole de Dieu et la Loi, et qu'en conséquence les notions augustiniennes de péché transmis héréditairement et de prédestination sont inacceptables.
Rejetant l'idée que le péché est dans la nature humaine, il pense aussi, contre saint Augustin, que la sexualité n'a aucun rapport nécessaire avec le péché, puisqu'elle a été créée par Dieu.
Représentant un courant « humaniste » du christianisme, il associe le perfectionnement moral produit par cette religion à l'avènement d'une société moins brutale et plus juste.